# Gương mặt thân quen (mùa 9)
Gương mặt thân quen mùa 9, hay còn được gọi là Gương mặt thân quen - phiên bản song ca, phát sóng trên kênh VTV3 từ ngày 5 tháng 11 năm 2022 đến hết ngày 14 tháng 1 năm 2023 với sự tham gia của các cặp huấn luyện viên kết hợp với các thí sinh nhí. Các thí sinh nhí bao gồm: Trần Sỹ Luân, Nguyễn Gia Như, Bùi Lý Bảo Ngọc, Nguyễn Ngọc Khánh Chi, Đặng Khả Hân và Phạm Nam Phong. Các huấn luyện viên bao gồm: Phạm Lịch, Phượng Vũ, Đặng Thái Bình, Trịnh Tú Trung, Kim Thành TDA, Quốc Bảo, Tùng Anh, Bảo Yến Rosie. Giám khảo của mùa này gồm MC - diễn viên Đại Nghĩa, ca sĩ Hòa Minzy - thí sinh mùa 4 của chương trình và những giám khảo khách mời thay đổi mỗi tuần. Người dẫn chương trình là diễn viên Long Chun. Sau 11 tuần thi, kết quả chung cuộc giải nhất thuộc về thí sinh Nam Phong.

## Thí sinh và các huấn luyện viên
Dưới đây là các thí sinh tham gia mùa thi này.
| Thí sinh  | Kết quả   |
| --------- | --------- |
| Nam Phong | Quán quân |
| Khánh Chi | Á quân    |
| Khả Hân   | Giải ba   |
| Gia Như   | Giải ba   |
| Sỹ Luân   | Giải tư   |
| Bảo Ngọc  | Giải tư   |

Ở hầu hết các tập phát sóng, mỗi thí sinh nhí sẽ đồng hành cùng 1 huấn luyện viên để hóa thân thành các nhân vật và thực hiện các thử thách bên lề (nếu có) được đặt trong các "căn phòng cảm xúc". Người đồng hành cùng thí sinh có thể bị thay đổi tại một số tuần thi. 
| Huấn luyện viên | Thí sinh nhí | Thí sinh nhí | Thí sinh nhí | Thí sinh nhí | Thí sinh nhí | Thí sinh nhí |
| Huấn luyện viên | Gia Như      | Sỹ Luân      | Bảo Ngọc     | Khánh Chi    | Khả Hân      | Nam Phong    |
| --------------- | ------------ | ------------ | ------------ | ------------ | ------------ | ------------ |
| Kim Thành TDA   | Tập 1–4      |              |              |              |              |              |
| Tùng Anh        | Tập 5–8      |              |              |              |              |              |
| Quốc Bảo        |              | Tập 1–4      |              |              |              |              |
| Trịnh Tú Trung  | Tập 9        | Tập 5–8, 11  | Tập 1–4      |              |              |              |
| Phượng Vũ       |              |              |              |              | Tập 1–8      | Tập 9        |
| Đặng Thái Bình  |              | Tập 9        |              |              |              | Tập 1–8, 11  |
| Bảo Yến Rosie   |              |              | Tập 5–8, 11  | Tập 9        |              |              |
| Phạm Lịch       |              |              | Tập 9        | Tập 1–8, 11  |              |              |

## Bảng điểm các tuần
Thí sinh thắng trong tuần.
     Thí sinh xếp cuối trong tuần.
     Thí sinh thắng trong mùa giải.
| Thí sinh nhí | Tuần 1         | Tuần 2         | Tuần 3         | Tuần 4         | Tuần 5         | Tuần 6         | Tuần 7         | Tuần 8         | Tuần 9         | Tuần 10        | Tuần 11 | Tổng |
| ------------ | -------------- | -------------- | -------------- | -------------- | -------------- | -------------- | -------------- | -------------- | -------------- | -------------- | ------- | ---- |
| Nam Phong    | Hạng 2 33 điểm | Hạng 3 30 điểm | Hạng 5 25 điểm | Hạng 6 21 điểm | Hạng 6 21 điểm | Hạng 6 22 điểm | Hạng 6 22 điểm | Hạng 1 35 điểm | Hạng 2 32 điểm | Hạng 1 36 điểm | Hạng 1  | 277  |
| Khánh Chi    | Hạng 1 36 điểm | Hạng 2 32 điểm | Hạng 2 34 điểm | Hạng 4 28 điểm | Hạng 2 30 điểm | Hạng 3 30 điểm | Hạng 1 36 điểm | Hạng 2 34 điểm | Hạng 6 22 điểm | Hạng 4 27 điểm | Hạng 2  | 309  |
| Khả Hân      | Hạng 3 29 điểm | Hạng 1 36 điểm | Hạng 3 28 điểm | Hạng 1 36 điểm | Hạng 1 36 điểm | Hạng 5 24 điểm | Hạng 3 29 điểm | Hạng 3 28 điểm | Hạng 4 28 điểm | Hạng 6 23 điểm | Hạng 3  | 297  |
| Gia Như      | Hạng 4 28 điểm | Hạng 6 21 điểm | Hạng 1 35 điểm | Hạng 3 29 điểm | Hạng 4 28 điểm | Hạng 2 33 điểm | Hạng 2 33 điểm | Hạng 5 25 điểm | Hạng 5 24 điểm | Hạng 5 24 điểm | Hạng 3  | 280  |
| Sỹ Luân      | Hạng 6 21 điểm | Hạng 5 24 điểm | Hạng 4 26 điểm | Hạng 5 27 điểm | Hạng 5 27 điểm | Hạng 4 28 điểm | Hạng 4 28 điểm | Hạng 4 27 điểm | Hạng 1 36 điểm | Hạng 2 32 điểm | Hạng 4  | 276  |
| Bảo Ngọc     | Hạng 5 24 điểm | Hạng 4 28 điểm | Hạng 6 23 điểm | Hạng 2 30 điểm | Hạng 3 29 điểm | Hạng 1 34 điểm | Hạng 5 23 điểm | Hạng 6 22 điểm | Hạng 3 29 điểm | Hạng 3 29 điểm | Hạng 4  | 271  |

## Nhân vật hóa thân
Thí sinh thắng trong tuần.
     Thí sinh thắng trong mùa giải.
| Tuần | Nam Phong      | Khánh Chi         | Khả Hân       | Gia Như                | Sỹ Luân         | Bảo Ngọc                            |
| ---- | -------------- | ----------------- | ------------- | ---------------------- | --------------- | ----------------------------------- |
| 1    | Tùng Dương     | Lệ Quyên          | Tones and I   | Blackpink              | NSƯT Thành Lộc  | Katy Perry                          |
| 2    | NSƯT Xuân Hinh | Amee              | Phương Thanh  | Sơn Tùng M-TP          | Siu Black       | Park Geon Roung Elaine Kim Johnston |
| 3    | Bruno Mars     | Thanh Thảo        | Mỹ Linh       | Mỹ Linh                | Bruno Mars      | Thanh Thảo                          |
| 4    | Đan Trường     | Elsa - Anna       | Phi Nhung     | Hương Giang            | Daesung         | Ba Con Mèo                          |
| 5    | Đức Phúc       | Suboi             | 2NE1          | Lan Anh                | Hoàng Bách      | Hương Tràm                          |
| 6    | NSƯT Tú Sương  | Hồ Ngọc Hà        | NSƯT Quế Trân | Ngọc Khuê              | Whitney Houston | Hòa Minzy                           |
| 7    | Trúc Nhân      | Ý Lan             | Tina Turner   | Sunidhi Chauhan        | Đàm Vĩnh Hưng   | Hồng Ngọc                           |
| 8    | Elaine Paige   | Erik              | Bạch Long     | NSND Thúy Hường        | Chubby Checker  | Cẩm Ly                              |
| 9    | Trần Thu Hà    | Carla Maffioletti | Sia           | Hoàng Thùy Linh        | NSƯT Xuân Hinh  | Phương Mỹ Chi                       |
| 10   | NSND Minh Gái  | NSND Ngọc Giàu    | Ngọc Ánh      | Nhóm H.A.T             | Hugh Jackman    | Lương Bích Hữu                      |
| 11   | Thu Minh       | Hà Anh Tuấn       | Chí Tài       | Shakira,Jennifer Lopez | Noo Phước Thịnh | Bảo Thy                             |
| 11   | Thu Minh       | Tùng Dương        | Chí Tài       | Shakira,Jennifer Lopez | Noo Phước Thịnh | Bảo Thy                             |

## Kết quả biểu diễn
Thí sinh thắng trong tuần.
     Thí sinh xếp cuối trong tuần.
     Thí sinh thắng trong mùa giải.

### Tuần 1
Ngày phát sóng: 5/11/2022
| Thứ tự                              | Thí sinh & Huấn luyện viên          | Tiết mục                                                                                   | Nhân vật                            | Kết quả BGK                         | Kết quả BGK                         | Kết quả BGK                         | Tổng                                | Hạng                                |
| Thứ tự                              | Thí sinh & Huấn luyện viên          | Tiết mục                                                                                   | Nhân vật                            | GK khách mời                        | Hòa Minzy                           | Đại Nghĩa                           | Tổng                                | Hạng                                |
| Giám khảo khách mời: Lương Bích Hữu | Giám khảo khách mời: Lương Bích Hữu | Giám khảo khách mời: Lương Bích Hữu                                                        | Giám khảo khách mời: Lương Bích Hữu | Giám khảo khách mời: Lương Bích Hữu | Giám khảo khách mời: Lương Bích Hữu | Giám khảo khách mời: Lương Bích Hữu | Giám khảo khách mời: Lương Bích Hữu | Giám khảo khách mời: Lương Bích Hữu |
| ----------------------------------- | ----------------------------------- | ------------------------------------------------------------------------------------------ | ----------------------------------- | ----------------------------------- | ----------------------------------- | ----------------------------------- | ----------------------------------- | ----------------------------------- |
| 1                                   | Phượng Vũ & Khả Hân                 | Dance Monkey (Sáng tác: Toni Watson)                                                       | Tones and I                         | 10                                  | 10                                  | 9                                   | 29                                  | 3                                   |
| 2                                   | Đặng Thái Bình                      | Con cò - Hòn đá trong vườn tôi (Sáng tác: Lưu Hà An - Dương Thụ - Quốc Trung)              | Hồng Nhung                          | 11                                  | 11                                  | 11                                  | 33                                  | 2                                   |
| 2                                   | Nam Phong                           | Con cò - Hòn đá trong vườn tôi (Sáng tác: Lưu Hà An - Dương Thụ - Quốc Trung)              | Tùng Dương                          | 11                                  | 11                                  | 11                                  | 33                                  | 2                                   |
| 3                                   | Trịnh Tú Trung & Bảo Ngọc           | Hot n Cold (Sáng tác: Katy Perry - Lukasz Gottwald, Max Martin)                            | Katy Perry                          | 8                                   | 8                                   | 8                                   | 24                                  | 5                                   |
| 4                                   | Phạm Lịch & Khánh Chi               | Cô Đôi Thượng Ngàn                                                                         | Lệ Quyên                            | 12                                  | 12                                  | 12                                  | 36                                  | 1                                   |
| 5                                   | Quốc Bảo & Sỹ Luân                  | Ước mơ chỉ là mơ ước - Trích kịch “Chuyện thần tiên xứ Phù Tang (Sáng tác: NSƯT Thành Lộc) | NSƯT Thành Lộc                      | 7                                   | 7                                   | 7                                   | 21                                  | 6                                   |
| 6                                   | Kim Thành TDA & Gia Như             | Pink Venom (Sáng tác: Teddy Park, Danny Chung, 24, R.Tee, Ido)                             | Blackpink                           | 9                                   | 9                                   | 10                                  | 28                                  | 4                                   |
|                                     |                                     |                                                                                            |                                     |                                     |                                     |                                     |                                     |                                     |
| Khách mời                           | Lương Bích Hữu                      | Cún yêu (Sáng tác: Sỹ Luân)                                                                |                                     |                                     |                                     |                                     |                                     |                                     |

### Tuần 2
Ngày phát sóng: 12/11/2022
| Thứ tự                                  | Thí sinh & Huấn luyện viên              | Tiết mục                                                        | Nhân vật                                | Kết quả BGK                             | Kết quả BGK                             | Kết quả BGK                             | Tổng                                    | Hạng                                    |
| Thứ tự                                  | Thí sinh & Huấn luyện viên              | Tiết mục                                                        | Nhân vật                                | GK khách mời                            | Hòa Minzy                               | Đại Nghĩa                               | Tổng                                    | Hạng                                    |
| Giám khảo khách mời: Diễn viên - MC SAM | Giám khảo khách mời: Diễn viên - MC SAM | Giám khảo khách mời: Diễn viên - MC SAM                         | Giám khảo khách mời: Diễn viên - MC SAM | Giám khảo khách mời: Diễn viên - MC SAM | Giám khảo khách mời: Diễn viên - MC SAM | Giám khảo khách mời: Diễn viên - MC SAM | Giám khảo khách mời: Diễn viên - MC SAM | Giám khảo khách mời: Diễn viên - MC SAM |
| --------------------------------------- | --------------------------------------- | --------------------------------------------------------------- | --------------------------------------- | --------------------------------------- | --------------------------------------- | --------------------------------------- | --------------------------------------- | --------------------------------------- |
| 1                                       | Khánh Chi                               | Tình bạn diệu kỳ (Sáng tác: Hứa Kim Tuyền, Lăng LD, Ricky Star) | Amee                                    | 10                                      | 11                                      | 11                                      | 32                                      | 2                                       |
| 1                                       | Phạm Lịch                               | Tình bạn diệu kỳ (Sáng tác: Hứa Kim Tuyền, Lăng LD, Ricky Star) | Ricky Star                              | 10                                      | 11                                      | 11                                      | 32                                      | 2                                       |
| 2                                       | Khả Hân                                 | Rock con diều (Sáng tác: Võ Thiện Thanh)                        | Phương Thanh                            | 12                                      | 12                                      | 12                                      | 36                                      | 1                                       |
| 2                                       | Phượng Vũ                               | Rock con diều (Sáng tác: Võ Thiện Thanh)                        | Minh Thuận                              | 12                                      | 12                                      | 12                                      | 36                                      | 1                                       |
| 3                                       | Đặng Thái Bình & Nam Phong              | Chèo cỗ: Thị Mầu lên chùa                                       | Xuân Hinh                               | 11                                      | 10                                      | 9                                       | 30                                      | 3                                       |
| 4                                       | Trịnh Tú Trung                          | Baby Shark (Sáng tác: Kim Min Seok)                             | Park Geon Roung                         | 9                                       | 9                                       | 10                                      | 28                                      | 4                                       |
| 4                                       | Bảo Ngọc                                | Baby Shark (Sáng tác: Kim Min Seok)                             | Elaine Kim Johnston                     | 9                                       | 9                                       | 10                                      | 28                                      | 4                                       |
| 5                                       | Kim Thành TDA & Gia Như                 | Em của ngày hôm qua (Sáng tác: Sơn Tùng MTP)                    | Sơn Tùng MTP                            | 7                                       | 7                                       | 7                                       | 21                                      | 6                                       |
| 6                                       | Sỹ Luân                                 | Ngọn lửa cao nguyên (Sáng tác: Trần Tiến)                       | Siu Black                               | 8                                       | 8                                       | 8                                       | 24                                      | 5                                       |
| 6                                       | Quốc Bảo                                | Ngọn lửa cao nguyên (Sáng tác: Trần Tiến)                       | Phương Thanh                            | 8                                       | 8                                       | 8                                       | 24                                      | 5                                       |

### Tuần 3
Ngày phát sóng: 19/11/2022
Ở tuần thi này, chỉ có 3 nhân vật được lựa chọn, sẽ có 2 cặp thí sinh chọn cùng 1 nhân vật để so tài hóa thân với nhau.
| Thứ tự                              | Thí sinh & Huấn luyện viên          | Tiết mục | Tiết mục | Nhân vật                            | Kết quả                             | Kết quả                             | Kết quả                             | Tổng                                |
| Thứ tự                              | Thí sinh & Huấn luyện viên          | Riêng | Chung | Nhân vật                            | Giám khảo khách mời                 | Hòa Minzy                           | Đại Nghĩa                           | Tổng                                |
| Giám khảo khách mời: Châu Đăng Khoa | Giám khảo khách mời: Châu Đăng Khoa | Giám khảo khách mời: Châu Đăng Khoa | Giám khảo khách mời: Châu Đăng Khoa | Giám khảo khách mời: Châu Đăng Khoa | Giám khảo khách mời: Châu Đăng Khoa | Giám khảo khách mời: Châu Đăng Khoa | Giám khảo khách mời: Châu Đăng Khoa | Giám khảo khách mời: Châu Đăng Khoa |
| ----------------------------------- | ----------------------------------- | --- | --- | ----------------------------------- | ----------------------------------- | ----------------------------------- | ----------------------------------- | ----------------------------------- |
| 1                                   | Trịnh Tú Trung & Bảo Ngọc           | Trống cơm (Dân ca Bắc Bộ) | Búp bê buồn (Sáng tác: Phương Uyên) | Thanh Thảo                          | 9                                   | 7                                   | 7                                   | 23                                  |
| 2                                   | Phạm Lịch & Khánh Chi               | Liên khúc: Thế giới tuổi thơ - Búp bê đẹp xinh (Sáng tác: Nguyễn Ngọc Thiện - Phương Uyên) | Búp bê buồn (Sáng tác: Phương Uyên) | Thanh Thảo                          | 11                                  | 12                                  | 11                                  | 34                                  |
| 3                                   | Quốc Bảo & Sỹ Luân                  | Leave the door open (Sáng tác: Brandon Paak Anderson, Emlte Dernst Chrinstophar Steven Brown, Peter Gene Hernandez) | Treasure (Sáng tác: Bruno Mars, Khan-acito Christopher, Phredley Brown, Ari Levine, Philip Martin II Lawrence, Thibaut Michel, Jean-marie Berland) | Bruno Mars                          | 7                                   | 9                                   | 10                                  | 26                                  |
| 4                                   | Đặng Thái Bình & Nam Phong          | Uptown Funk (Sáng tác: Jeffrey Bhasker, Philip Martin II Lawrence, Mark Ronson, Devon Christopher Gallaspy, Lonnie Simmons, Charles K Wilson, Rudolph Taylor, Robert Lynn Wilson, Nicholaus Joseph Williams, Peter Gene Hernandez, Ronnie James Wilson) | Treasure (Sáng tác: Bruno Mars, Khan-acito Christopher, Phredley Brown, Ari Levine, Philip Martin II Lawrence, Thibaut Michel, Jean-marie Berland) | Bruno Mars                          | 8                                   | 8                                   | 9                                   | 25                                  |
| 5                                   | Gia Như                             | Liên khúc: Hoa cỏ mùa xuân - Thì thầm mùa xuân | Tóc ngắn | Mỹ Linh                             | 12                                  | 11                                  | 12                                  | 35                                  |
| 5                                   | Kim Thành TDA                       | Liên khúc: Hoa cỏ mùa xuân - Thì thầm mùa xuân | Tóc ngắn | Hồng Nhung                          | 12                                  | 11                                  | 12                                  | 35                                  |
| 6                                   | Phượng Vũ                           | Khúc giao mùa (Nhạc sĩ: Huy Tuấn) | Tóc ngắn | Thu Minh                            | 10                                  | 10                                  | 8                                   | 28                                  |
| 6                                   | Khả Hân                             | Khúc giao mùa (Nhạc sĩ: Huy Tuấn) | Tóc ngắn | Mỹ Linh                             | 10                                  | 10                                  | 8                                   | 28                                  |

### Tuần 4
Ngày phát sóng: 26/11/2022
| Thứ tự                              | Thí sinh & Huấn luyện viên          | Tiết mục                                                                                        | Nhân vật                            | Kết quả BGK                         | Kết quả BGK                         | Kết quả BGK                         | Tổng                                | Hạng                                |
| Thứ tự                              | Thí sinh & Huấn luyện viên          | Tiết mục                                                                                        | Nhân vật                            | GK khách mời                        | Hòa Minzy                           | Đại Nghĩa                           | Tổng                                | Hạng                                |
| Giám khảo khách mời: Ca sĩ Thu Ngọc | Giám khảo khách mời: Ca sĩ Thu Ngọc | Giám khảo khách mời: Ca sĩ Thu Ngọc                                                             | Giám khảo khách mời: Ca sĩ Thu Ngọc | Giám khảo khách mời: Ca sĩ Thu Ngọc | Giám khảo khách mời: Ca sĩ Thu Ngọc | Giám khảo khách mời: Ca sĩ Thu Ngọc | Giám khảo khách mời: Ca sĩ Thu Ngọc | Giám khảo khách mời: Ca sĩ Thu Ngọc |
| ----------------------------------- | ----------------------------------- | ----------------------------------------------------------------------------------------------- | ----------------------------------- | ----------------------------------- | ----------------------------------- | ----------------------------------- | ----------------------------------- | ----------------------------------- |
| 1                                   | Quốc Bảo & Sỹ Luân                  | Look at me, Gwisun (Sáng tác: G-Dragon, Kim Byoung Hoon)                                        | Daesung                             | 8                                   | 8                                   | 11                                  | 27                                  | 5                                   |
| 2                                   | Phượng Vũ                           | Giấc mơ cánh cò (Sáng tác: Vũ Quốc Việt)                                                        | Như Quỳnh                           | 12                                  | 12                                  | 12                                  | 36                                  | 1                                   |
| 2                                   | Khả Hân                             | Giấc mơ cánh cò (Sáng tác: Vũ Quốc Việt)                                                        | Phi Nhung                           | 12                                  | 12                                  | 12                                  | 36                                  | 1                                   |
| 3                                   | Đặng Thái Bình                      | LK: Mãi cho em mùa xuân, Si Jantung Hati (Sáng tác: Vũ Quốc Việt, Harry Toos)                   | Eva Kdi                             | 7                                   | 7                                   | 7                                   | 21                                  | 6                                   |
| 3                                   | Nam Phong                           | LK: Mãi cho em mùa xuân, Si Jantung Hati (Sáng tác: Vũ Quốc Việt, Harry Toos)                   | Đan Trường                          | 7                                   | 7                                   | 7                                   | 21                                  | 6                                   |
| 4                                   | Trịnh Tú Trung & Bảo Ngọc           | Tôi thích (Sáng tác: Phương Uyên)                                                               | Ba Con Mèo                          | 10                                  | 10                                  | 10                                  | 30                                  | 2                                   |
| 5                                   | Kim Thành TDA & Gia Như             | Hát xầm: Xầm quê choa (Sáng tác: Nguyễn Minh Khiêm)                                             | Hương Giang                         | 9                                   | 11                                  | 9                                   | 29                                  | 3                                   |
| 6                                   | Phạm Lịch                           | Let It Go - Do you want to build a snowan? (Sáng tác: Emanuel S Kiriakou Kirsten Jane Andersen) | Anna                                | 11                                  | 9                                   | 8                                   | 28                                  | 4                                   |
| 6                                   | Khánh Chi                           | Let It Go - Do you want to build a snowan? (Sáng tác: Emanuel S Kiriakou Kirsten Jane Andersen) | Jemma Rix (vai Elsa)                | 11                                  | 9                                   | 8                                   | 28                                  | 4                                   |

### Tuần 5
Ngày phát sóng: 03/12/2022 
| Thứ tự                                   | Thí sinh & Huấn luyện viên               | Tiết mục                                                                                         | Nhân vật                                 | Kết quả BGK                              | Kết quả BGK                              | Kết quả BGK                              | Tổng                                     | Hạng                                     |
| Thứ tự                                   | Thí sinh & Huấn luyện viên               | Tiết mục                                                                                         | Nhân vật                                 | GK khách mời                             | Hòa Minzy                                | Đại Nghĩa                                | Tổng                                     | Hạng                                     |
| Giám khảo khách mời: Diễn viên Huỳnh Lập | Giám khảo khách mời: Diễn viên Huỳnh Lập | Giám khảo khách mời: Diễn viên Huỳnh Lập                                                         | Giám khảo khách mời: Diễn viên Huỳnh Lập | Giám khảo khách mời: Diễn viên Huỳnh Lập | Giám khảo khách mời: Diễn viên Huỳnh Lập | Giám khảo khách mời: Diễn viên Huỳnh Lập | Giám khảo khách mời: Diễn viên Huỳnh Lập | Giám khảo khách mời: Diễn viên Huỳnh Lập |
| ---------------------------------------- | ---------------------------------------- | ------------------------------------------------------------------------------------------------ | ---------------------------------------- | ---------------------------------------- | ---------------------------------------- | ---------------------------------------- | ---------------------------------------- | ---------------------------------------- |
| 1                                        | Phạm Lịch & Khánh Chi                    | N-Sao (Sáng tác: Suboi)                                                                          | Suboi                                    | 10                                       | 10                                       | 10                                       | 30                                       | 2                                        |
| 2                                        | Bảo Yến Rosie & Bảo Ngọc                 | Mưa bay thấp cố (Sáng tác: Trần Tiến)                                                            | Hương Tràm                               | 11                                       | 9                                        | 9                                        | 29                                       | 3                                        |
| 3                                        | Trịnh Tú Trung & Sỹ Luân                 | Ước mơ của mẹ (Sáng tác: Hứa Kim Tuyền)                                                          | Hoàng Bách                               | 8                                        | 11                                       | 8                                        | 27                                       | 5                                        |
| 4                                        | Đặng Thái Bình & Nam Phong               | Người ơi người ở đừng về (Sáng tác: DTAP)                                                        | Đức Phúc                                 | 7                                        | 7                                        | 7                                        | 21                                       | 6                                        |
| 5                                        | Tùng Anh & Gia Như                       | LK: Bài ca hy vọng - Xuân chiến khu - Cô gái vót chông (Sáng tác: Văn Ký, Xuân Hồng, Hoàng Hiệp) | Lan Anh                                  | 9                                        | 8                                        | 11                                       | 28                                       | 4                                        |
| 6                                        | Phượng Vũ & Khả Hân                      | I am the best (Sáng tác: Teddy Park)                                                             | 2NE1                                     | 12                                       | 12                                       | 12                                       | 36                                       | 1                                        |

### Tuần 6
Ngày phát sóng: 10/12/2022 
| Thứ tự                                   | Thí sinh & Huấn luyện viên               | Tiết mục                                                                                                   | Nhân vật                                 | Kết quả BGK                              | Kết quả BGK                              | Kết quả BGK                              | Tổng                                     | Hạng                                     |
| Thứ tự                                   | Thí sinh & Huấn luyện viên               | Tiết mục                                                                                                   | Nhân vật                                 | GK khách mời                             | Hòa Minzy                                | Đại Nghĩa                                | Tổng                                     | Hạng                                     |
| Giám khảo khách mời: Nghệ sĩ: Ngân Quỳnh | Giám khảo khách mời: Nghệ sĩ: Ngân Quỳnh | Giám khảo khách mời: Nghệ sĩ: Ngân Quỳnh                                                                   | Giám khảo khách mời: Nghệ sĩ: Ngân Quỳnh | Giám khảo khách mời: Nghệ sĩ: Ngân Quỳnh | Giám khảo khách mời: Nghệ sĩ: Ngân Quỳnh | Giám khảo khách mời: Nghệ sĩ: Ngân Quỳnh | Giám khảo khách mời: Nghệ sĩ: Ngân Quỳnh | Giám khảo khách mời: Nghệ sĩ: Ngân Quỳnh |
| ---------------------------------------- | ---------------------------------------- | --- | ---------------------------------------- | ---------------------------------------- | ---------------------------------------- | ---------------------------------------- | ---------------------------------------- | ---------------------------------------- |
| 1                                        | Đặng Thái Bình                           | Tân cổ giao duyên: Hành trình trên đất phù sa (Sáng tác: Thanh Sơn)                                        | Thanh Hằng                               | 8                                        | 7                                        | 7                                        | 22                                       | 6                                        |
| 1                                        | Nam Phong                                | Tân cổ giao duyên: Hành trình trên đất phù sa (Sáng tác: Thanh Sơn)                                        | NSƯT Tú Sương                            | 8                                        | 7                                        | 7                                        | 22                                       | 6                                        |
| 2                                        | Bảo Yến Rosie & Bảo Ngọc                 | Ăn gì đây (Sáng tác: Mr.T, Khắc Hưng)                                                                      | Hòa Minzy                                | 12                                       | 10                                       | 12                                       | 34                                       | 1                                        |
| 3                                        | Tùng Anh & Gia Như                       | LK: Bà tôi, bên bờ ao nhà mình, chuồn chuồn ớt (Sáng tác: Nguyễn Vĩnh Tiến, Lê Minh Sơn)                   | Ngọc Khuê                                | 11                                       | 11                                       | 11                                       | 33                                       | 2                                        |
| 4                                        | Phạm Lịch & Khánh Chi                    | Bay theo ngân hà (Sáng tác: Phúc Bồ)                                                                       | Hồ Ngọc Hà                               | 9                                        | 12                                       | 9                                        | 30                                       | 3                                        |
| 5                                        | Phượng Vũ & Khả Hân                      | Má hồng soi kiếm bạc (Sáng tác: Cố NSƯT Thanh Tòng)                                                        | NSƯT Quế Trân                            | 7                                        | 9                                        | 8                                        | 24                                       | 5                                        |
| 6                                        | Trịnh Tú Trung & Sỹ Luân                 | Queen of the night (Sáng tác: Antonio M Reld, Kenneth B Edmonds, Whiney Elizabeth Houston Daryl L Simmons) | Whitney Houston                          | 10                                       | 8                                        | 10                                       | 28                                       | 4                                        |

### Tuần 7
Ngày phát sóng: 17/12/2022
| Thứ tự                          | Thí sinh & Huấn luyện viên      | Tiết mục                                                                      | Nhân vật                        | Kết quả BGK                     | Kết quả BGK                     | Kết quả BGK                     | Tổng                            | Hạng                            |
| Thứ tự                          | Thí sinh & Huấn luyện viên      | Tiết mục                                                                      | Nhân vật                        | GK khách mời                    | Hòa Minzy                       | Đại Nghĩa                       | Tổng                            | Hạng                            |
| Giám khảo khách mời: Võ Hạ Trâm | Giám khảo khách mời: Võ Hạ Trâm | Giám khảo khách mời: Võ Hạ Trâm                                               | Giám khảo khách mời: Võ Hạ Trâm | Giám khảo khách mời: Võ Hạ Trâm | Giám khảo khách mời: Võ Hạ Trâm | Giám khảo khách mời: Võ Hạ Trâm | Giám khảo khách mời: Võ Hạ Trâm | Giám khảo khách mời: Võ Hạ Trâm |
| ------------------------------- | ------------------------------- | ----------------------------------------------------------------------------- | ------------------------------- | ------------------------------- | ------------------------------- | ------------------------------- | ------------------------------- | ------------------------------- |
| 1                               | Bảo Yến Rosie & Bảo Ngọc        | Mắt nai cha cha cha (Sáng tác: Sỹ Luân)                                       | Hồng Ngọc                       | 8                               | 8                               | 7                               | 23                              | 5                               |
| 2                               | Khả Hân                         | Proud mary (Sáng tác: John Cameron Fogerty)                                   | Tina Turner                     | 10                              | 9                               | 10                              | 29                              | 3                               |
| 2                               | Phượng Vũ                       | Proud mary (Sáng tác: John Cameron Fogerty)                                   | Beyoncé                         | 10                              | 9                               | 10                              | 29                              | 3                               |
| 3                               | Đặng Thái Bình & Nam Phong      | Vẽ (Sáng tác: Phạm Toàn Thắng)                                                | Trúc Nhân                       | 7                               | 7                               | 8                               | 22                              | 6                               |
| 4                               | Khánh Chi                       | Em tôi, chị tôi (Sáng tác: Thuận Yến, Xuân Trường, Trọng Đài, Đoàn Thị Tảo)   | Ý Lan                           | 12                              | 12                              | 12                              | 36                              | 1                               |
| 4                               | Phạm Lịch                       | Em tôi, chị tôi (Sáng tác: Thuận Yến, Xuân Trường, Trọng Đài, Đoàn Thị Tảo)   | Thanh Lam                       | 12                              | 12                              | 12                              | 36                              | 1                               |
| 5                               | Trịnh Tú Trung & Sỹ Luân        | Vì anh là soái ca (Sáng tác: Nguyễn Hồng Thuận)                               | Đàm Vĩnh Hưng                   | 9                               | 10                              | 9                               | 28                              | 4                               |
| 6                               | Gia Như                         | Aaja Nachle (Sáng tác: Sulaiman Sadruddin Merchant, Salim Sadruddin Merchant) | Sunidhi Chauhan                 | 11                              | 11                              | 11                              | 33                              | 2                               |

### Tuần 8
Ngày phát sóng: 24/12/2022
| Thứ tự                         | Thí sinh & Huấn luyện viên     | Tiết mục                                                                         | Nhân vật                       | Kết quả BGK                    | Kết quả BGK                    | Kết quả BGK                    | Tổng                           | Hạng                           |
| Thứ tự                         | Thí sinh & Huấn luyện viên     | Tiết mục                                                                         | Nhân vật                       | GK khách mời                   | Hòa Minzy                      | Đại Nghĩa                      | Tổng                           | Hạng                           |
| Giám khảo khách mời: Nhật Thủy | Giám khảo khách mời: Nhật Thủy | Giám khảo khách mời: Nhật Thủy                                                   | Giám khảo khách mời: Nhật Thủy | Giám khảo khách mời: Nhật Thủy | Giám khảo khách mời: Nhật Thủy | Giám khảo khách mời: Nhật Thủy | Giám khảo khách mời: Nhật Thủy | Giám khảo khách mời: Nhật Thủy |
| ------------------------------ | ------------------------------ | -------------------------------------------------------------------------------- | ------------------------------ | ------------------------------ | ------------------------------ | ------------------------------ | ------------------------------ | ------------------------------ |
| 1                              | Trịnh Tú Trung & Sỹ Luân       | Let's Twist Again (Sáng tác: Kai Mann, David Appoll)                             | Chubby Checker                 | 9                              | 8                              | 10                             | 27                             | 4                              |
| 2                              | Khả Hân                        | Trích đoạn: Vua bò cạp - Trích kịch: Hoàng tử Ai Cập (Sáng tác: Thanh Phương)    | Bạch Long                      | 10                             | 10                             | 8                              | 28                             | 3                              |
| 2                              | Phượng Vũ                      | Trích đoạn: Vua bò cạp - Trích kịch: Hoàng tử Ai Cập (Sáng tác: Thanh Phương)    | Thành Lộc                      | 10                             | 10                             | 8                              | 28                             | 3                              |
| 3                              | Gia Như                        | Khách đến chơi nhà (Sáng tác: Dân Ca quan họ Bắc Ninh)                           | NSND Thuý Hường                | 7                              | 9                              | 9                              | 25                             | 5                              |
| 3                              | Tùng Anh                       | Khách đến chơi nhà (Sáng tác: Dân Ca quan họ Bắc Ninh)                           | NSUT Trung Kiên                | 7                              | 9                              | 9                              | 25                             | 5                              |
| 4                              | Đặng Thái Bình & Nam Phong     | Memory (Sáng tác: Andrew Lloyd-webber, Thomas Stearns Eliot, Trevor Robert Nunn) | Elaine Paige                   | 12                             | 11                             | 12                             | 35                             | 1                              |
| 5                              | Bảo Yến Rosie & Bảo Ngọc       | Thím hai lúa (Sáng tác: Minh Vy)                                                 | Cẩm Ly                         | 8                              | 7                              | 7                              | 22                             | 6                              |
| 6                              | Khánh Chi                      | Máu đỏ da vàng - Nam Quốc Sơn Hà (Sáng tác: DTAP)                                | Erik                           | 11                             | 12                             | 11                             | 34                             | 2                              |
| 6                              | Phạm Lịch                      | Máu đỏ da vàng - Nam Quốc Sơn Hà (Sáng tác: DTAP)                                | Phương Mỹ Chi                  | 11                             | 12                             | 11                             | 34                             | 2                              |

### Tuần 9
Ngày phát sóng: 31/12/2022
| Thứ tự                       | Thí sinh nhí & Huấn luyện viên | Tiết mục | Nhân vật                     | Kết quả BGK                  | Kết quả BGK                  | Kết quả BGK                  | Tổng                         | Hạng                         |
| Thứ tự                       | Thí sinh nhí & Huấn luyện viên | Tiết mục | Nhân vật                     | GK khách mời                 | Hòa Minzy                    | Đại Nghĩa                    | Tổng                         | Hạng                         |
| Giám khảo khách mời: Khả Như | Giám khảo khách mời: Khả Như   | Giám khảo khách mời: Khả Như                                                                                  | Giám khảo khách mời: Khả Như | Giám khảo khách mời: Khả Như | Giám khảo khách mời: Khả Như | Giám khảo khách mời: Khả Như | Giám khảo khách mời: Khả Như | Giám khảo khách mời: Khả Như |
| ---------------------------- | ------------------------------ | --- | ---------------------------- | ---------------------------- | ---------------------------- | ---------------------------- | ---------------------------- | ---------------------------- |
| 1                            | Khả Hân                        | Unstoppable (Sáng tác: Sia)                                                                                   | Sia                          | 8                            | 11                           | 9                            | 28                           | 4                            |
| 2                            | Đặng Thái Bình & Sỹ Luân       | Trích đoạn chèo cổ: Phù Thuỷ Sợ Ma                                                                            | NSƯT Xuân Hinh               | 12                           | 12                           | 12                           | 36                           | 1                            |
| 3                            | Phạm Lịch & Bảo Ngọc           | LK: Quê em mùa nước lũ - Chị đi tìm em (Sáng tác: Tiến Luân - Vũ Quốc Việt)                                   | Phương Mỹ Chi                | 10                           | 9                            | 10                           | 29                           | 3                            |
| 4                            | Bảo Yến Rosie & Khánh Chi      | Trích đoạn: Song of Olympia (Sáng tác: Jacques Offenbach, Julex Barbier, Michael Powell)                      | Carla Maffioletti            | 7                            | 7                            | 8                            | 22                           | 6                            |
| 5                            | Trịnh Tú Trung & Gia Như       | LK: Bánh trôi nước, kẻ cắp gặp bà già, Để Mị nói cho mà nghe (Sáng tác: Hồ Hoài Anh, DTAP Thơ: Hồ Xuân Hương) | Hoàng Thuỳ Linh              | 9                            | 8                            | 7                            | 24                           | 5                            |
| 6                            | Nam Phong                      | LK: Dệt tầm gai - Bài hát Ru cho anh (Sáng tác: Ngọc Đại - Dương Thụ)                                         | Hà Trần                      | 11                           | 10                           | 11                           | 32                           | 2                            |
| 6                            | Phượng Vũ                      | Thanh Lam |                              | 11                           | 10                           | 11                           | 32                           | 2                            |
|                              |                                | |                              |                              |                              |                              |                              |                              |
| Khách mời                    | Phạm Đình Thái Ngân            | Bạn của tôi ơi! (Sáng tác: Phạm Đình Thái Ngân)                                                               |                              |                              |                              |                              |                              |                              |

### Tuần 10
Ngày phát sóng: 7/1/2023
Ở tuần này, các thí sinh nhí sẽ tự trình diễn phần thi của mình mà không có sự trợ diễn của các huấn luyện viên. 
| Thứ tự                                 | Thí sinh nhí                           | Tiết mục                                                                        | Nhân vật                               | Kết quả BGK                            | Kết quả BGK                            | Kết quả BGK                            | Tổng                                   | Hạng                                   |
| Thứ tự                                 | Thí sinh nhí                           | Tiết mục                                                                        | Nhân vật                               | GK khách mời                           | Hòa Minzy                              | Đại Nghĩa                              | Tổng                                   | Hạng                                   |
| Giám khảo khách mời: Nguyễn Hồng Thuận | Giám khảo khách mời: Nguyễn Hồng Thuận | Giám khảo khách mời: Nguyễn Hồng Thuận                                          | Giám khảo khách mời: Nguyễn Hồng Thuận | Giám khảo khách mời: Nguyễn Hồng Thuận | Giám khảo khách mời: Nguyễn Hồng Thuận | Giám khảo khách mời: Nguyễn Hồng Thuận | Giám khảo khách mời: Nguyễn Hồng Thuận | Giám khảo khách mời: Nguyễn Hồng Thuận |
| -------------------------------------- | -------------------------------------- | ------------------------------------------------------------------------------- | -------------------------------------- | -------------------------------------- | -------------------------------------- | -------------------------------------- | -------------------------------------- | -------------------------------------- |
| 1                                      | Sỹ Luân                                | The Greatest Show - This is me (Sáng tác: Justin Paul, Benj Pasek, Ryan Low'Is) | Hugh Jackman                           | 10                                     | 11                                     | 11                                     | 32                                     | 2                                      |
| 2                                      | Bảo Ngọc                               | Gọi tên tôi nha bạn thân hỡi - Cún Yêu (Sáng tác: Vĩnh Tâm, Sỹ Luân)            | Lương Bích Hữu                         | 9                                      | 10                                     | 10                                     | 29                                     | 3                                      |
| 3                                      | Khả Hân                                | Mùa xuân từ những giếng dầu (Sáng tác: Phạm Minh Tuấn)                          | Ngọc Ánh                               | 7                                      | 8                                      | 8                                      | 23                                     | 6                                      |
| 4                                      | Nam Phong                              | Hồ Nguyệt Cô hoá cáo (Sáng tác: Nguyễn Diêu)                                    | NSND Minh Gái                          | 12                                     | 12                                     | 12                                     | 36                                     | 1                                      |
| 5                                      | Gia Như                                | Taxi (Sáng tác: Sỹ Luân)                                                        | Nhóm H.A.T                             | 8                                      | 7                                      | 9                                      | 24                                     | 5                                      |
| 6                                      | Khánh Chi                              | Trích Đoạn Cải Lương: Mẹ vẫn đợi con về (Soạn giả: NSND Viễn Châu)              | NSND Ngọc Giàu                         | 11                                     | 9                                      | 7                                      | 27                                     | 4                                      |

### Chung kết
Ngày phát sóng: 14/1/2023
| Thứ tự                             | Thí sinh & Huấn luyện viên         | Tiết mục | Tiết mục | Nhân vật                           | Hạng                               |
| Giám khảo khách mời: Ca sĩ Mỹ Linh | Giám khảo khách mời: Ca sĩ Mỹ Linh | Giám khảo khách mời: Ca sĩ Mỹ Linh | Giám khảo khách mời: Ca sĩ Mỹ Linh | Giám khảo khách mời: Ca sĩ Mỹ Linh | Giám khảo khách mời: Ca sĩ Mỹ Linh |
| ---------------------------------- | ---------------------------------- | --- | --- | ---------------------------------- | ---------------------------------- |
| 1                                  | Khả Hân                            | Liên khúc: Sống vui (Sáng tác: Hank Williams - Lời Việt: Đinh Tiến Dũng - 10 Fting) Nhỏ ơi (Sáng tác: Đào Quang Nhân) | Liên khúc: Sống vui (Sáng tác: Hank Williams - Lời Việt: Đinh Tiến Dũng - 10 Fting) Nhỏ ơi (Sáng tác: Đào Quang Nhân) | Chí Tài                            | 3                                  |
| 2                                  | Gia Như                            | Lk: Can't Remember to Forget You - On the Floor - Waiting For Tonight - Let's Get Loud - Waka Waka (Sáng tác: John Hill, Kid Harpoon Daniei Alwaxan Rhiano - RedOne, Kinnda Hamld, Aj Junior, Teddy Sky, Billdage saw's, Los Kjarkas, Maria Christian, Michael Gattern, Fillar Saonge) | Lk: Can't Remember to Forget You - On the Floor - Waiting For Tonight - Let's Get Loud - Waka Waka (Sáng tác: John Hill, Kid Harpoon Daniei Alwaxan Rhiano - RedOne, Kinnda Hamld, Aj Junior, Teddy Sky, Billdage saw's, Los Kjarkas, Maria Christian, Michael Gattern, Fillar Saonge) | Shakira, Jennifer Lopez            | 3                                  |
| 3                                  | Khánh Chi                          | Liên khúc | Tháng tư là lời nói dối của em (Sáng tác: Phạm Toàn Thắng) | Hà Anh Tuấn                        | 2                                  |
| 3                                  | Khánh Chi                          | Liên khúc | Ngày chưa giông bão (Sáng tác: Phan Mạnh Quỳnh) | Tùng Dương                         | 2                                  |
| 3                                  | Phạm Lịch                          | Liên khúc | Ngày chưa giông bão (Sáng tác: Phan Mạnh Quỳnh) | Bùi Lan Hương                      | 2                                  |
| 4                                  | Đặng Thái Bình & Nam Phong         | Diva (Sáng tác: Mew Amazing) | Diva (Sáng tác: Mew Amazing) | Thu Minh                           | 1                                  |
| Khách mời                          | Bảo Yến Rosie & Bé Bảo Ngọc        | Barbie Girl (Sáng tác: Spren Rasted, Claus Norrean, Rane Dit'seor) | Barbie Girl (Sáng tác: Spren Rasted, Claus Norrean, Rane Dit'seor) | Bảo Thy                            | 4                                  |
| Khách mời                          | Sỹ Luân                            | Liên khúc | Năm qua đã làm gì (Sáng tác: Bùi Công Nam) | Noo Phước Thịnh                    | 4                                  |
| Khách mời                          | Sỹ Luân                            | Liên khúc | Chúc tết mọi nhà (Sáng tác: Châu Đăng Khoa) | Noo Phước Thịnh                    | 4                                  |
| Khách mời                          | Trịnh Tú Trung                     | Liên khúc | Chúc tết mọi nhà (Sáng tác: Châu Đăng Khoa) | Hồ Ngọc Hà                         | 4                                  |